# Greta Schröder
Greta Schröder (ur. 27 czerwca 1892, zm. 8 czerwca 1980) – niemiecka aktorka. Najbardziej znana z roli Ellen Hutter w filmie Nosferatu – symfonia grozy.
Szczyt jej kariery przypadł na lata dwudzieste XX wieku. Później pojawiała się w filmach coraz bardziej sporadycznie. Była dwukrotnie zamężna. Jej pierwsze małżeństwo z aktorem Ernstem Matrayem zakończyło się rozwodem. Drugie małżeństwo z reżyserem Paulem Wegenerem przetrwało do jego śmierci w 1948 roku.
W filmie Cień wampira, będącym fikcyjnym przedstawieniem kulisów powstania filmu Nosferatu, Greta (grana przez Catherine McCormack) ukazana została jako sławna aktorka pracująca na planie filmu. W rzeczywistości w chwili powstania tego filmu była aktorką mało znaną.

## Filmografia
- 1913: Die Insel der Seligen
- 1915: Zucker und Zimt
- 1915: Das Phantom der Oper
- 1920: Arme Violetta
- 1920: Golem (Der Golem)
- 1920: Die geschlossene Kette
- 1921: Der verlorene Schatten
- 1921: Zirkus des Lebens
- 1921: Marizza, genannt die Schmugglermadonna
- 1922: Nosferatu – symfonia grozy (Nosferatu – Eine Symphonie des Grauens)
- 1922: Es leuchtet meine Liebe
- 1923: Brüder
- 1923: Paganini
- 1937: Victoria the Great
- 1938: Sixty Glorious Years
- 1943: Großstadtmelodie
- 1943: Wildvogel
- 1945: Kolberg
- 1951: Maria Theresia
- 1953: Die Gefangene des Maharadscha
- 1953: Pünktchen und Anton